# Burgess Meredith
Oliver Burgess Meredith (Cleveland, Ohio, 1907. november 16. – Malibu, Kalifornia, 1997. szeptember 9.) Primetime Emmy-díjas amerikai színész, filmrendező, filmproducer és forgatókönyvíró.
A több mint hat évtizeden át aktív Meredith-et a kritikusok „virtuóz színészként”, illetve „az évszázad egyik legkiválóbb színészeként” tartották számon. A meghívás útján az Actors Studio élethosszig tartó tagjaként Meredith megnyert egy Primetime Emmy-díjat, ő volt az első olyan férfi színész, aki a legjobb férfi mellékszereplőnek járó Szaturnusz-díjat kétszer is elnyerte, továbbá két alkalommal jelölték Oscar-díjra.
Hollywoodban olyan, kritikailag elismert főszerepekkel alapozta meg szakmai hírnevét, mint az Egerek és emberek, a G.I. Joe története (1945) vagy a Séta a napsütésben (1945). Pályafutása második felében az Alkonyzóna epizódjaiból, valamint az 1960-as években futó Batman sorozat Pingvinjeként vált ismertté. Szintén emlékezetes alakítása volt az 1975-ös A sáska napja című drámában, továbbá az 1976-os Rocky című sportdrámában, mint a címszereplő nehéz természetű bokszedzője, Mickey Goldmill. Színészi játékát mindkét esetben Oscar-jelölésekkel jutalmazták a legjobb férfi mellékszereplő kategóriában. Ezt követően az 1978-as Óvakodj a törpétől és az 1981-es Titánok harcában is szerepelt. Életének utolsó éveiben A szomszéd nője mindig zöldebb (1993) és a Még zöldebb a szomszéd nője (1995) című filmekben tűnt fel. Narrátorként számos filmben és dokumentumfilmben közreműködött, többek között az 1983-as Homályzónában.
„Noha ezek az alakítások megújították a színész népszerűségét” – vélekedett Mel Gussow, a The New York Times kritikusa – „mégis csupán egy kis részét képviselik egy gazdag és sokszínű karriernek, melynek során [Meredith] sokszor nagyobb kihívásokkal teli szerepekben játszott, klasszikus és kortárs színdarabokban – beleértve Shakespeare, O'Neill, Beckett és mások műveit.”
1997. szeptember 9-én, két hónappal a 90. születésnapja előtt hunyt el.

## Válogatott filmográfia

### Film
| Év   | Magyar cím                        | Eredeti cím                        | Szerep                          | Magyar hang       |
| ---- | --------------------------------- | ---------------------------------- | ------------------------------- | ----------------- |
| 1935 |                                   | The Scoundrel                      | csavargó                        |                   |
| 1936 |                                   | Winterset                          | Mio Romagna                     |                   |
| 1937 |                                   | There Goes the Groom               | Dick Matthews                   |                   |
| 1938 |                                   | Spring Madness                     | The Lippencott                  |                   |
| 1939 | Az élet komédiása                 | Idiot's Delight                    | Quillery                        |                   |
| 1939 | Egerek és emberek                 | Of Mice and Men                    | George Milton                   |                   |
| 1940 |                                   | Castle on the Hudson               | Steven Rockford                 |                   |
| 1940 | Második lehetőség                 | Second Chorus                      | Hank Taylor                     |                   |
| 1940 |                                   | San Francisco Docks                | Johnny Barnes                   |                   |
| 1941 | Imádlak, de elválok               | That Uncertain Feeling             | Alexander Sebastian             | Tordy Géza        |
| 1941 | Erről álmodik a lány              | Tom, Dick and Harry                | Harry                           |                   |
| 1942 |                                   | Street of Chance                   | Frank Thompson                  |                   |
| 1943 |                                   | The Rear Gunner (rövidfilm)        | L.A. Pee Wee Williams közlegény |                   |
| 1944 |                                   | Salute to France (rövidfilm)       | Joe, amerikai katona            |                   |
| 1945 | G.I. Joe története                | The Story of G.I. Joe              | Ernie Pyle                      |                   |
| 1945 | Séta a napsütésben                | A Walk in the Sun                  | narrátor                        |                   |
| 1946 | Egy szobalány naplója             | The Diary of a Chambermaid         | Mauger százados                 |                   |
| 1946 |                                   | Magnificent Doll                   | James Madison                   |                   |
| 1946 |                                   | Mine Own Executioner               | Felix Milne                     |                   |
| 1948 |                                   | On Our Merry Way                   | Oliver M. Pease                 |                   |
| 1949 |                                   | Jigsaw                             | Jack a pultos (cameo)           |                   |
| 1949 |                                   | Golden Arrow                       | Dick                            |                   |
| 1950 | Férfi az Eiffel tornyon           | The Man on the Eiffel Tower        | Joseph Heurtin                  |                   |
| 1957 |                                   | Joe Butterfly                      | Joe Butterfly                   |                   |
| 1957 |                                   | Albert Schweitzer (dokumentumfilm) | narrátor                        |                   |
| 1958 |                                   | Man on the Run                     | Louis Halliburton               |                   |
| 1962 |                                   | Advise & Consent                   | Herbert Gelman                  |                   |
| 1963 |                                   | The Cardinal                       | Ned Halley atya                 |                   |
| 1965 | Szemben az árral                  | In Harm's Way                      | Egan Powell parancsnok          |                   |
| 1966 |                                   | Madame X                           | Dan Sullivan                    |                   |
| 1966 |                                   | A Big Hand for the Little Lady     | Doc Scully                      |                   |
| 1966 |                                   | Batman: The Movie                  | Pingvin                         |                   |
| 1966 |                                   | The Crazy-Quilt                    | narrátor                        |                   |
| 1967 | Vihar délen                       | Hurry Sundown                      | Purcell bíró                    | Csákányi László   |
| 1967 | Gyötrelmek kertje                 | Torture Garden                     | Dr. Diabolo                     |                   |
| 1968 | Maradj távol, Joe!                | Stay Away, Joe                     | Charlie Lightcloud              |                   |
| 1968 |                                   | Skidoo                             | börtönigazgató                  |                   |
| 1969 | Mackenna aranya                   | Mackenna's Gold                    | áruház tulajdonosa              | Soós László       |
| 1969 |                                   | Hard Contract                      | Ramsey Williams                 |                   |
| 1969 | Zsiványok                         | The Reivers                        | Lucius / narrátor (hangja)      | Kertész Péter     |
| 1970 | Volt egyszer egy gazember         | There Was a Crooked Man...         | Missouri kölyök                 | Csikos Gábor      |
| 1970 |                                   | The Yin and the Yang of Mr. Go     | The Dolphin                     |                   |
| 1971 |                                   | Clay Pigeon                        | Freedom Lovelace                |                   |
| 1971 |                                   | Such Good Friends                  | Kalman                          |                   |
| 1972 |                                   | A Fan's Notes                      | Mr. Blue                        |                   |
| 1972 |                                   | Beware! The Blob                   | öreg csavargó                   |                   |
| 1972 |                                   | The Man                            | Watson szenátor                 |                   |
| 1974 | Aranytül                          | Garden Needles                     | Winters                         |                   |
| 1974 |                                   | Hay que matar a B.                 | Hector                          |                   |
| 1975 | A sáska napja                     | The Day of the Locust              | Harry Greener                   | Gruber Hugó       |
| 1975 |                                   | 92 in the Shade                    | Goldsboro                       |                   |
| 1975 |                                   | The Master Gunfighter              | narrátor                        |                   |
| 1975 | Hindenburg                        | The Hindenburg                     | Emilio Pajetta                  | Pathó István      |
| 1976 | Rémálmok háza                     | Burnt Offerings                    | Arnold Allardyce                |                   |
| 1976 | Rocky                             | Rocky                              | Mickey Goldmill                 | Vándor József     |
| 1976 | Rocky                             | Rocky                              | Mickey Goldmill                 | Makay Sándor      |
| 1977 | Az őrszem                         | The Sentinel                       | Charles Chazen                  | Rosta Sándor      |
| 1977 |                                   | Golden Rendezvous                  | Van Heurden                     |                   |
| 1977 |                                   | The Manitou                        | Dr. Snow                        |                   |
| 1978 | Óvakodj a törpétől                | Foul Play                          | Mr. Hennessey                   | Csákányi László   |
| 1978 | Óvakodj a törpétől                | Foul Play                          | Mr. Hennessey                   | Dobránszky Zoltán |
| 1978 | A mágus – Rémisztő Love Story     | Magic                              | Ben Greene                      | Balázsi Gyula     |
| 1978 | A mágus – Rémisztő Love Story     | Magic                              | Ben Greene                      | Makay Sándor      |
| 1978 |                                   | The Great Bank Hoax                | Jack Stutz                      |                   |
| 1979 | Rocky II.                         | Rocky II                           | Mickey Goldmill                 | Makay Sándor      |
| 1980 | Az idő szorításában               | When Time Ran Out                  | Rene Valdez                     | Kristóf Tibor     |
| 1981 |                                   | The Last Chase                     | J.G. Williams százados          |                   |
| 1981 | Titánok harca                     | Clash of the Titans                | Ammón                           | Szabó Ottó        |
| 1981 | Gyónás gyilkosság után            | True Confessions                   | monsignor Seamus Fargo          |                   |
| 1982 | Rocky III.                        | Rocky III                          | Mickey Goldmill                 | Makay Sándor      |
| 1983 | Homályzóna                        | Twilight Zone: The Movie           | narrátor                        |                   |
| 1985 | Ki segít a Mikulásnak?            | Santa Claus: The Movie             | Elf                             |                   |
| 1987 | G.I. Joe                          | G. I. Joe: The Movie               | Golobulus (hangja)              | Kránitz Lajos     |
| 1987 | G.I. Joe                          | G. I. Joe: The Movie               | Golobulus (hangja)              | Bácskai János     |
| 1987 | Lear király                       | King Lear                          | Don Learo                       |                   |
| 1988 | Sürgető ügető (Őrült vágta)       | Hot to Trot                        | Don apja (hangja)               | Dobránszky Zoltán |
| 1988 | Sürgető ügető (Őrült vágta)       | Hot to Trot                        | Don apja (hangja)               | Kajtár Róbert     |
| 1988 | Holdfény az öböl felett           | Full Moon in Blue Water            | tábornok                        |                   |
| 1990 | Az istenek megint a fejükre estek | Oddball Hall                       | Ingersol                        | Kenderesi Tibor   |
| 1990 | A pokol konyhája                  | State of Grace                     | Finn                            | Bálint György     |
| 1990 | A pokol konyhája                  | State of Grace                     | Finn                            | Pálfai Péter      |
| 1990 | Rocky V.                          | Rocky V                            | Mickey Goldmill                 | Elekes Pál        |
| 1990 | Rocky V.                          | Rocky V                            | Mickey Goldmill                 | Makay Sándor      |
| 1993 | A szomszéd nője mindig zöldebb    | Grumpy Old Men                     | Gustafson nagypapa              | Kenderesi Tibor   |
| 1994 | Seholsincs csapat                 | Camp Nowhere                       | Fein                            |                   |
| 1995 | Mesebeli vadnyugat                | Tall Tale                          | idős férfi                      | Komlós András     |
| 1995 | Még zöldebb a szomszéd nője       | Grumpier Old Men                   | Gustafson nagypapa              | Kenderesi Tibor   |

### Televízió
| Év        | Cím                        | Szerep             | Megjegyzések |
| --------- | -------------------------- | ------------------ | ------------ |
| 1949      | The Ford Theatre Hour      | Biff Grimes        | 1 epizód     |
| 1950      | Robert Montgomery Presents | színpadi menedzser | 1 epizód     |
| 1950      | Studio One                 | Gulley Jimson      | 1 epizód     |
| 1950      | The Billy Rose Show        | Billy Rose         | 2 epizód     |
| 1950–1951 | Lights Out                 | Lyman professzor   | 3 epizód     |
| 1952      | Celanese Theatre           | Rodney Deane       | 1 epizód     |
| 1952      | Lux Video Theatre          | David              | 1 epizód     |
| 1952–1955 | Omnibus                    | több szerep        | 5 epizód     |

## Fontosabb díjak és jelölések
| Év   | Díj                    | Kategória                                                | Jelölt mű                     | Eredmény |
| ---- | ---------------------- | -------------------------------------------------------- | ----------------------------- | -------- |
| 1975 | Golden Globe-díj       | legjobb férfi mellékszereplő                             | A sáska napja                 | Jelölve  |
| 1975 | BAFTA-díj              | legjobb férfi mellékszereplő                             | A sáska napja                 | Jelölve  |
| 1975 | Oscar-díj              | legjobb férfi mellékszereplő                             | A sáska napja                 | Jelölve  |
| 1976 | Oscar-díj              | legjobb férfi mellékszereplő                             | Rocky                         | Jelölve  |
| 1977 | Szaturnusz-díj         | legjobb férfi mellékszereplő                             | Az őrszem                     | Jelölve  |
| 1977 | Primetime Emmy-díj     | legjobb férfi mellékszereplő (minisorozat vagy tévéfilm) | Tail Gunner Joe               | Elnyerte |
| 1978 | Primetime Emmy-díj     | legjobb férfi mellékszereplő (minisorozat vagy tévéfilm) | The Last Hurrah               | Jelölve  |
| 1978 | Szaturnusz-díj         | legjobb férfi mellékszereplő                             | A mágus – Rémisztő Love Story | Elnyerte |
| 1981 | Szaturnusz-díj         | legjobb férfi mellékszereplő                             | Titánok harca                 | Elnyerte |
| 1987 | Hollywood Walk of Fame | filmipari díj                                            | –                             | Elnyerte |

## Fordítás
- Ez a szócikk részben vagy egészben  a   Burgess Meredith című angol Wikipédia-szócikk fordításán alapul.  Az eredeti cikk szerkesztőit annak laptörténete sorolja fel. Ez a jelzés csupán a megfogalmazás eredetét és a szerzői jogokat jelzi, nem szolgál a cikkben szereplő információk forrásmegjelöléseként.